# Cordillère d'Urubamba
La cordillère d'Urubamba se trouve dans la région de Cusco au Pérou, dans la cordillère orientale des Andes.

## Toponymie
La plupart des noms des sommets de la chaîne proviennent du quechua et de l'aymara.

## Géographie
La cordillère s'étend dans une direction nord-ouest / sud-est entre 13°08' et 13°17'S et 71°58' et 72°16'W sur environ 30 kilomètres, à 40 kilomètres au nord de la ville de Cuzco, sur le versant nord de la vallée sacrée des Incas.
Le secteur occidental de la cordillère Urubamba est constitué de roches dévoniennes avec des intrusions granitiques, ainsi que dans certains sommets de quartzites. Dans le secteur oriental, sur Calca, il y a des roches volcaniques entre les sédiments paléozoïques. Les intrusions granitiques dans la zone isolée de Terijuay sont fréquentes.
Couverte de glaciers et de montagnes enneigées, la cordillère d'Urubamba a une surface glaciaire de 41,48 km2. 90 glaciers descendent de ses sommets en trois groupes : Halancoma - Verónica à l'ouest, Sahuasiray - Pitusiray à l'est et Plateriyayoc - Terijuay au nord. Leurs eaux alimentent les rivières Urubamba et Cochac dans la partie sud et les rivières Yanatile et Lares dans la partie nord. La cordillère est également parsemée de plusieurs lagunes glaciaires, comme celles de Juchuycocha, Aruraycocha et Yanacocha.

### Sommets principaux
Le point culminant de la chaîne est Sahuasiray à 5 818 mètres d'altitude.
| Nom          | Altitude (m) | Coordonnées                  |
| ------------ | ------------ | ---------------------------- |
| Sahuasiray   | 5 818        | 13° 12′ 50″ S, 71° 59′ 18″ O |
| Verónica     | 5 682        | 13° 09′ 51″ S, 72° 19′ 33″ O |
| Chicón       | 5 530        | 13° 14′ 12″ S, 72° 03′ 22″ O |
| Sirihuani    | 5 399        | 13° 11′ 57″ S, 72° 02′ 39″ O |
| Halancoma    | 5 367        | 13° 11′ 04″ S, 72° 15′ 09″ O |
| Huajahuillca | 5 361        | 13° 09′ 52″ S, 72° 22′ 12″ O |
| Marconi      | 5 350        | 13° 09′ 31″ S, 72° 21′ 05″ O |
| Terijuay     | 5 330        | 13° 00′ 22″ S, 72° 11′ 23″ O |
| Bonanta      | 5 319        | 13° 10′ 21″ S, 72° 24′ 04″ O |
| Pumahuanca   | 5 300        | 13° 11′ 17″ S, 72° 08′ 16″ O |
| Pitusiray    | 4 991        | 13° 12′ 41″ S, 71° 59′ 16″ O |